# 人事
人事（じんじ）とは、団体・組織における職員の処遇などの決定に関する業務。
人事制度とは従業員の処遇を決定する仕組みをいい、狭義には、等級制度（職能、職務、役割）、評価制度（能力、職務、役割）、報酬制度（基本給、手当、賞与）の3つの制度から構成される。広義には、勤務形態、労働時間、福利厚生など従業員に関するすべての仕組みを指す。人事権とは採用、配置、異動、人事考課、昇進、昇格、懲戒処分など、労働者の地位の変動や処遇に関する使用者の決定権限を指す。

## 概説
人事制度は、従業員の企業に対するエンゲージメントを高めるため、目標設定、評価レビュー、能力開発/後継者育成、褒賞が密接に連携して運営される体系である。人事制度は、従業員意識さらに組織風土に大きな影響を与えるほか、人件費の負担や増加にも影響を与える。
米国発祥のHuman resource management（HRM）の日本語訳である人材マネジメントの概念があり、米国では従来の労務管理（personal management）にかわって登場した概念である。従来の労務管理（personal management）は、短期的・受動的で、雇用に関する視点が集団的、システムも機械的・集権的で人に対して規定された役割を求めるといった特徴があった。また、従来の労務管理の実行責任者は会社の人事部門とされ、評価基準はコストの最小化にあった。これに対して人材マネジメント（Human resource management）は、長期的・能動的で、雇用関係に関する視点は個人にあり、システムも権限移譲など柔軟な役割で規定される特徴がある。また、人材マネジメントでは実行責任者は会社の人事部門ではなくラインマネージャーとされ、評価もコストの最小化よりも人材の最大限の活用にある。
入社から退職までの一連の流れをリソースフローという。

## 等級制度
等級制度とは、個人の能力や職務内容に応じた等級（資格・職階）を定めて、企業内での従業員の位置づけを決定することをいう。一般的に、職責（職務）や能力の差で階差をつけ、上位等級ほど賃金が高くなるようになっている。
等級制度には、職能資格制度、職務等級制度、役割等級制度がある。
- 職能資格制度
職務遂行能力（職能）に応じて等級を決定する仕組みを職能資格制度という[8]。一般的に、職能要件書などと呼ばれる等級ごとの能力の定義を行い、従業員の能力をもとに等級の位置づけを行うものである。昇格の基準には、卒業方式と入学方式があり、前者は現在の等級に求められる能力を満たしたときに上位等級に昇格させるもので、後者は上位等級に求められる能力を満たしたときにその等級に昇格させるものである。
- 職務等級制度
職務内容（職種及び役職）に応じて等級を決定する仕組みを職務等級制度という[8]。
なお職階制とは、主に公務員などに取り入れられている制度で、役職と等級を一致させる制度である。
この制度のメリットとしては、仕事の役割（役職）と賃金がマッチするので、納得感を得やすいことであろう。その反面として、賃金と業務との相関関係が解析されることはなく、また上位ポストが空いていないと本人にどれだけ能力があっても昇進（昇格）ができないため、モチベーションが下がってしまうことがある。
- 役割等級制度
役割（役職及び習熟度）に応じて等級を決定する仕組みを役割等級制度という[8]。

等級制度において、上位等級に上がることを昇格（昇級）といい、例えば4級だった従業員が5級に上がるといったことである。なお、役職が上がることを昇進といい、例えば課長だった従業員が部長になるといったことである。

## 評価制度
評価制度とは、人事考課あるいは査定ともいい、従業員の職務上の成果や勤務上の態度を評価して等級や報酬を決定することをいう。
評価は、従業員の報酬の決定、昇格昇進の決定、配置や異動の参考、個人の能力開発などのために行われる。

### 使用目的による分類
- 昇給考課: 昇給を決定するための評価[9]。
- 賞与考課: 賞与を決定するための評価[9]。

### 評価内容による分類
- 成果評価（業績評価）: 仕事上の実績（売上目標や生産個数など）による評価[9]。
- 能力評価: 仕事の遂行上の能力（判断力など）による評価[9]。
- 情意評価: 仕事への取り組みや勤務態度（積極性など）やコンプライアンス（法令遵守）による評価[9]。

### コンピテンシー及び目標管理制度
評価項目が抽象的だと考課者（評価する人）の考課能力によっては結果に差が出やすいという側面がある。成果主義を取り入れる企業が増えてくれるにつれ、評価制度の透明性や公平性の必要が求められるようになった。その表れとして、具体的な行動をもとに評価し、コンピテンシーや目標管理制度を導入する企業が増えてきている。
コンピテンシー
目標管理
目標管理とは、期首に半期もしくは通期の業務目標を設定し、その達成度合いで評価するものである。しかしながら、目標設定にバラつきがあると効果が低くなる側面がある。

### エラー考課
人事考課の誤差（エラー）は、意図的なエラー考課と無意識的なエラー考課に分類される。
無意識的なエラー考課
- ハロー効果
- 寛大化傾向 (Illusory superiority)
- 中心化（中央化）・極端化（分散化）傾向 (Central tendency)
- 論理誤差
- 対比誤差
- 近接誤差
- 期末考課
- 近時点効果エラー
- 先入観エラー
- 親近感エラー
- 帰属要因エラー
- 厳格化傾向
- 第一印象効果

## 報酬制度
報酬制度とは、等級や評価結果に応じて従業員の月例給与や賞与などを決定することをいう。
賃金体系には、時給制・日給制・日給月給制・月給制・年俸制などがあるが、一般に、正社員では日給月給制〜年俸制をとることが多い。また、その額をどのように決めるかでは、次の3つが大きな要素となる。
- 生活（生計）保障
年齢や勤務場所、扶養家族数などの要素で決定されるもの。年齢給・通勤手当・特地勤務手当・扶養手当などがあてはまる。
- 業務（能力）対価
能力の高さや業務の困難さによって決定されるもの。職能給や役職手当などのほか、夜間・休日給、超過勤務（いわゆる残業）手当、特殊勤務手当などがあてはまる。なお、公務員及び議員等の賃金においては、税収総額に応じた業務対価の性質への転換が強く求められている。
- 労働市場での価値
一般的に、転職することによって仕事や処遇のレベルアップを図るアメリカにおいて取られる方法で、「この仕事をできる人を採用するのには、どのくらいの賃金が必要か」「このポジションの人を引き止めるのにはどのくらいの賃金が必要か」などといった、労働市場での価値に基づき賃金を決定する。

なお、人材マネジメントでは働くことによって得られるものすべてを「報酬」とし、賃金や退職金を外的報酬、働き甲斐を内的報酬と捉える。

## 広義の人事制度

### 人材マネジメント
人材マネジメントは米国発祥のHuman resource management（HRM）の日本語訳である。米国では1950年代後半から1960年代にかけて従来の労務管理（personal management）にかわって人材マネジメント（Human resource management）への転換が生じ、人を代替可能なコストではなく投資すべき資源と考えられるようになったといわれている。

### 人事評価
人事評価は人材マネジメントのための判断材料となる情報である。

### 採用
人材マネジメントでは採用はリソースフローの入口と捉えられる。

#### 新卒採用
新卒採用とは、正社員等としての職務経験や社会経験が無い、教育機関を卒業したばかりの人を採用することである。したがって学生を対象に採用活動が行われることになる。

#### 経験者採用（中途採用）
経験者採用とは新卒採用の対義語として、一定の職務経験や社会経験がある人を採用することである(一方、「中途採用」は定期採用の対義語として、定期採用以外の時期に採用される場合を指すこともある）。

### 採用の手法
- 新卒採用の場合は、公募と学校推薦の2種類。公募は「リクナビ」や「マイナビ」などの就職情報会社のWebサイトや大学のWebサイトに求人情報を掲載するWeb媒体と、就職情報会社や大学が開催する合同会社説明会に出展する方法がある。中学校・高等学校はハローワークを通じての求人となる。
- 経験者採用について。人材紹介業やアウトプレースメントなどを行う会社に登録される人材を紹介してもらう方法、特定個人や特定スキルを持つ人材に直接交渉し転職をさせるヘッドハンティング型の人材紹介の利用、「en社会人の就職情報」や「リクナビNEXT」などの就職情報会社のWebサイトに求人情報を掲載し募集する方法がある。
- 非正規社員（契約社員、パートタイマー）の採用は、ハローワークに求人を出したり、フリーペーパーや新聞折り込み広告などに求人情報を出したりして募集することが多いが、人材紹介会社からの紹介やWebサイトを使うこともある。

### 異動
人事異動ともいい、従業員の担当業務や勤務地の変更を指す。人材マネジメントでは異動は適材適所の人材配置のための重要な手法として捉えられる。また、出向と転籍がある。
出向とは、別の会社に異動となることを指す。出向には、広義の意味では「在籍出向」と「転籍出向」があり、狭義の意味では「在籍出向」を指す。

#### 出向（在籍出向）
出向とは、一時的ないしは定年まで別の会社や団体に異動（配置転換）を行う形態である。出向元との労働契約を結んだまま出向先との間にも労働契約関係が成立し、出向先の指揮命令を受けて労働に従事する。
判例では、就業規則や労働協約に出向を命じうる旨の規定があり、出向によって賃金・退職金その他労働条件の面での不利益が生じないように制度が整備され、出向が実質的に見て配転と同視されるような場合には、労働者の個別的同意がなくとも出向を命じることができる、とされる（新日鉄事件、最判平成15年4月18日）。なお労働契約法14条は使用者が出向を命ずる権利がある場合であっても濫用である場合には無効とする規程をおいている。
出向の目的には次のものがある。
- 自社が加入している業界団体や研究機関に出向する場合
- 自社にない技術などを習得するため、他社や親会社に出向する場合
- 自社が持っている技術などの伝達のため、子会社などに出向する場合
- グループ会社内の人材交流のため
- 余剰人員の削減のため
- 人員の一時的な融通のため

※ごく稀に軽度の不祥事や損失に関与した人物が再教育の名目で関係会社に出向させられて、閑職に追いやられる例もある。

#### 転籍（転籍出向）
転籍とは、従業員を別の会社に異動させ、かつ、籍まで移す（出向元との労働契約を解消する）ことである。出向者が定年間近であったり子会社の資本関係変更などのケースでは、出向者がそのまま出向先に転籍するケースも珍しくない。
在籍出向の場合と異なり、判例では、命令時に転籍者の個別的な同意を得る必要があり、就業規則や労働協約に出向を命じうる旨の規定があったとしても、これを根拠に転籍を命じることはできない、とされる（日東タイヤ事件、最判昭和48年10月19日）。

### 退職
退職については、退職を参照のこと。

### 人材開発及び教育訓練
人材開発は企業が人に投資して育成を行うことをいう。

#### OJT
OJT (on the job training) とは、職場内研修とも訳され、職場の先輩・上司から後輩・部下に対し、業務を通じて教育を施す制度である。ただし、指導者を誰にするか、達成目標をどのレベルに設定するかを明確にしないと、OJTという名のもとに放置させてしまう危険性がある。

#### Off・JT
Off・JT (off the job training) とは、職場（業務）外に行う教育訓練制度で、教育訓練制度の狭義の意味では、Off・JTを指す。
階層別教育
階層別教育とは、職種を問わず、同じ経験や企業内の位置づけにある社員を集めて行う教育訓練制度のことである。新入社員研修や新任管理職教育などがこれにあてはまる。
職能別研修
職能別研修とは、似たような職種の社員を集めて行う教育訓練制度のことである。

#### 自己啓発
自己啓発とは、社員自らの意思により取り組む教育訓練のことである
- 読書
- セミナーなどへの参加
- オーディオセミナー、オンラインセミナーの聴講
- コーチング、カウンセリングを受ける
- 異業種交流会への参加
- 旅行

### 組織開発
計画的に組織の効果を高めるための取り組みを組織開発という。

### 福利厚生

#### 法定福利と法定外福利
福利厚生制度とは、賃金とは別に従業員の労働意欲向上のための諸政策であり、2つに大別できる。
- 法定福利: 法律で実施を定められた健康保険、厚生年金、雇用保険、労災保険、健康診断
- 法定外福利: 企業の任意で定めるもので、住宅補助、慶弔見舞、レクリエーションなど、食事補助、財形貯蓄など

法定福利に関して、保険料は、健康保険・厚生年金・雇用保険はそれぞれ労使の折半、労災保険・健康診断は会社側が全額負担することになっている。
法定外福利に関しては、一般に（勤続の長期により給付レベルに差はあるものの）従業員に一律に設定されるものであり、その福利厚生制度を利用できる人とそうでない人が発生し、不公平感が発生することがある（例えば、借上社宅制度において、一定額の賃貸料を補助する場合において、持ち家の人や親元から通勤する人にはこのメリットを享受できないなどといったこと）点や、保養所などの施設（福利厚生施設）の建設や維持管理の費用が負担となる点などの問題がある。
また、企業規模の大小が、法定外福利の充実度に直結している。
近年は後述するカフェテリアプランを採用したり、福祉を削減する代わりに一部を賃金に上乗せする制度を導入するなどの改革も見られる。

#### カフェテリアプラン
カフェテリアプランとは、選択型福利厚生とも言い、カフェテリア式の食堂のように好きな（食べたい）ものを自分で選ぶのに似ているところから名前が付いた福利厚生制度で、福利厚生メニューの内、自分のポイント（付与金額）の範囲で、自分に必要なメニューを選択できるものである。
アメリカで生まれ発展したといわれている。日本においてはベネッセコーポレーションが1995年に導入したのが最初の事例とされる。4大監査法人の健康保険組合は例外なくカフェテリアプランを導入している。
具体的には、従業員各自にポイント（職階や勤続年数に応じて多寡がある場合もある）が一定期間ごとに付与される。会社側は、「1ポイント＝1,000円」というようにレートを設定し、資格取得費用補助、住宅費補助、レクリエーション施設利用というように利用可能サービスを提示する。そして、従業員が利用したサービスの費用を、付与されたポイントを消費する形で会社側が費用補助を行う。
カフェテリアプランは、上述のような従来制度の問題点が解決でき、福利厚生の効率化（福利厚生費総額の管理がしやすい）や従業員のモラルを高められると考えられる。しかし、サービスの内容によって課税されるもの、非課税のものが混在しており、導入や運用が複雑であったり、税務当局との対立の火種になる可能性があるなどの問題点もある。

### 研修
総務省公務員課においては、次のようなテーマを取り上げて研修を行っている。
- 人事制度改革の必要性
- 人事制度改革の効果
- 現状の打破
- 人事部門の役割
- 人が働く理由
- 個人と組織のあり方
- キャリアの形成
- 管理職員の意識改革
- 人事のオープン化
- 人材育成の観点
- 職員参加型の制度設計
- 制度構築のための情報収集
- 職務の把握と分類
- キャリア選択の仕組み
- 評価の試行・見直し
- 納得性を高める方法
- 評価者・被評価者の訓練
- 能力評価のあり方
- 機能する目標管理制度
- 評価結果の活用
- フィードバックの必要性